# رايموند دوتو
رايموند دوتو (9 ديسمبر 1935 في مرسيليا) (بالإنجليزية: Raymond Dutto)‏ لاعب كرة قدم فرنسي معتزل كان يجيد اللعب في خط الدفاع .

## روابط خارجية
- رايموند دوتو على موقع قاعدة بيانات كرة القدم.إي يو (الإنجليزية)